# 柳生十兵衛 (1970年のテレビドラマ)
山口崇・主演『柳生十兵衛』（やぎゅうじゅうべえ）は、1970年9月26日から1971年5月1日までフジテレビ系列で放送された時代劇。全31話。

## 概要
勘気を被った青年期の柳生十兵衛を描いている。
当時の二枚目スター山口崇が柳生十兵衛を演じた。
出演者にも豪華俳優が多数出演している。

## あらすじ
将軍御手直役柳生但馬守宗矩の嫡男・十兵衛は二代将軍徳川秀忠の嫡男・家光の側近として、親友・松平信綱と共に家光の補佐に当たっていた。
ある日、己が剣の道を究めんと諸国放浪する荒木又右衛門の話を聞き、自身も半日自由気ままに町を散策したいと思うようになった家光に、十兵衛は江戸庶民の暮らしを見聞するという条件で、家光の江戸市中一人歩きを許可する。
ところが家光は茶店でのいざこざが原因で、町のならず者等の抗争に巻き込まれてしまう。
次代将軍に家光の弟・忠長を推す鳥居成次等がこの動きを察知し、家光廃嫡計画へと発展。
絶体絶命の危機に直面する十兵衛だが、信綱、宗矩、又右衛門、沢庵、忠長、幡随院長兵衛等の協力により、計画は阻止された。
鳥居等は非常手段として家光暗殺を謀るも、これも十兵衛等の活躍によって阻止される。しかし、鳥居の食客・奥平図書助により、十兵衛は左目に刀傷を負ってしまう。(第1話、第2話)
無事に三代将軍となった家光であったが、十兵衛はこの騒動の責任を取って職を辞し、さらに自身の希望により廃嫡となる。
諸国放浪の旅に出た十兵衛は、宿敵・奥平図書助の果し合いに勝利。
衰える一方であった左目の視力は京の医師・平田夢庵の治療を受け、回復した。
そして、大坂で起こった騒動を鎮めた十兵衛は家光、信綱より、西国大名の動向を探るよう要請される。(第3話～第6話)
かくして、十兵衛の西国への旅が始まった…。

## エピソード
この作品の十兵衛は左目に刀傷はあるものの、片目ではない。

## スタッフ
- 企画　岡田茂、田村源太郎、今川行雄
- プロデューサー　森川時久、新藤善之、三村敬三
- 監督　放映リスト参照
- 脚本　放映リスト参照
- 音楽　冨田勲
- 撮影　吉田貞次、わし尾元也、鈴木重平、脇治吉、原田裕平、山岸長樹、国定扱次郎、森常次、古谷伸
- 照明　長谷川武夫、金子凱美、増田悦章、井口雅雄、伊勢晴夫、北口光三郎、佐々木政一、上田輝夫
- 録音　東城絹児郎、渡部芳丈、面屋竜憲、矢部吉三、弘中暁
- 美術　富田治郎、井川徳道、竹川輝夫、鈴木孝俊、中島哲二、石原昭、雨森義允、佐野義和
- 助監督　萩原将司、中島信宏、鎌田総夫、居川靖彦、依田智臣、岡本静夫、比嘉一郎
- 記録　森村幸子、辻敬子、竹田宏子、大原より子、黒川京子、佐藤利子、石田照
- 編集　市田勇、河合勝巳、西村政治、矢島稔之、川上忠、島村智之
- 企画助手　今川行雄
- 衣裳　豊中健、松本俊和、佐々木常久、山崎武、岩谷保、上野徳三郎、松田孝
- 装置　米沢勝、矢守好弘、温井弘司、舘清士、曽根美装、岡田邦臣、近藤幸一、福山菊太郎
- 装飾　柴田澄臣、西田忠男、山田久司、川本宗春、松原邦四郎、縄田功、渡辺源三
- 美粧・結髪　東和美粧
- 擬斗　上野隆三（東映剣会）
- 邦楽監修　中本敏生
- 演技事務　石丸武司、西秋節生、本多和雄、川高敏夫
- 進行主任　渡辺操、福井良春、俵坂孝宏、上田耕太郎、山田勝、北村良一、西村哲勇、伊藤彰将
- 現像　東洋現像所

## キャスト
- 柳生十兵衛…山口崇
- 徳川家光（#1～3、6、18、31）…山本亘
- 松平信綱（#1～3、6、13、18、31）…中山仁
- 瑞代（松平信綱の妹）（#1～6、9、14～16、19、31）…永原和子[1]
- 荒木又右衛門（#1～3、14～16、21、22）…緒形拳
- 空っ風の三九郎（#1～3、7、8、16、21、30）…田中邦衛
- 柳生宗矩（#1～3、6）…片岡千恵蔵（特別出演）

## 放映リスト
| 話数 | サブタイトル       | 脚本              | 監督     | 舞台                | ゲスト[（）内は役名] |
| ---- | ------------------ | ----------------- | -------- | ------------------- | --- |
| 1    | 江戸城の熱血児     | 池上金男 野添静雄 | 河野寿一 | 江戸                | 里見浩太朗（幡随院長兵衛）、中谷一郎（奥平図書助）、 藤田弓子（りえ） 三島雅夫（沢庵宗彭）、内田朝雄（鳥居成次） 坂口徹（徳川忠長）、北沢彪（徳川秀忠） |
| 2    | 侠気と友情         | 池上金男 野添静雄 | 河野寿一 | 江戸                | 里見浩太朗（幡随院長兵衛）、中谷一郎（奥平図書助）、 藤田弓子（りえ） 三島雅夫（沢庵宗彭）、内田朝雄（鳥居成次） 坂口徹（徳川忠長）、北沢彪（徳川秀忠） |
| 3    | 片眼剣法           | 池上金男 野添静雄 | 河野寿一 | 江戸                | 中谷一郎（奥平図書助）、北林早苗（おみね）、 佐野浅夫（大鳥勘兵衛） 三島雅夫（沢庵宗彭）、中井啓輔（田中大八） 国一太郎（蝮の源太）、森源太郎（高木左馬之助）、川谷拓三（蛙） |
| 4    | 剣と槍             | 池上金男 野添静雄 | 工藤栄一 | 大和小柳生          | 中村翫右衛門（宝蔵院胤舜）、珠めぐみ（小鶴）、 河野秋武（甚兵衛） 織本順吉（庄田喜左衛門）、唐沢民賢（佐々木藤右衛門）、 多田幸雄（木村助九郎）、 川浪公次郎（村田弥三）、村居京之輔（出淵平右衛門）                                                                                    |
| 5    | 必殺水かがみ       | 池上金男 野添静雄 | 工藤栄一 | 京                  | 中村玉緒（吉野太夫）、伴淳三郎（平田夢庵） 北竜二（多賀五郎左衛門）、藤岡重慶（相楽玄蕃） 中村靖之介（田添大和）、香月凉二（三池一政）、 福本清三（杉原左京）、加賀爪芳和（寅太郎） |
| 6    | 大坂銭騒動         | 池上金男 野添静雄 | 工藤栄一 | 大坂                | 清水まゆみ（香織）、土屋嘉男（新納靭負） 神田隆（紅屋宗右衛門）、楠本健一（利兵） 山村弘三（辰三） |
| 7    | 烏城の剣豪         | 高岩肇            | 河野寿一 | 備前岡山            | 池部良（池田光政）、田崎潤（次郎右衛門） 加藤嘉（昔日庵）、笠置シヅ子（お春）、河村有紀（小福） 山岡徹也（寺坂一馬）、北原義郎（村木勘兵衛）、 小川真司（寺坂伊織） |
| 8    | 人買い港           | 野添静雄          | 佐伯清   | 備前下津井          | 吉田輝雄（山代右近）、長谷川待子（お滝）、美川陽一郎（五助） 須賀不二男（岬の勘蔵）、武藤英司（斉田源之進）、 野口ふみえ（お蝶） 早乙女ゆう（お雪）、陶隆（辰五郎）、岡部正純（虎松）                                                                                                   |
| 9    | 仇討ち紅だすき     | 高岩肇            | 佐伯清   | 周防岩国            | 長山藍子（お袖）、工藤明子（本荘早百合） 葉山良二（吉川広嘉）、松村達雄（勘助） 川合伸旺（左右田典膳）、吉田義夫（井口兵庫） |
| 10   | 黒竜の秘密         | 野添静雄          | 河野寿一 | 備後尾道            | 土田早苗（彩）、嵐寛寿郎（都築勘太夫） 三上真一郎（太田数馬）、小田部通麿（金剛一角） 天王寺虎之助（大庭主膳） |
| 11   | 風神ヶ原の対決     | 高田宏治          | 大西卓夫 | 長門 萩             | 田村高廣（無明大雪）、太田博之（中堂寺平八）、菊ひろ子（茜） 弓恵子（千草）、勝部演之（毛利綱広）、伊沢一郎（和島伊織） 原健策（中堂寺長門）、牧冬吉（猪吉）、夏目俊二（秋月主馬） |
| 12   | ふたり十兵衛       | 高田宏治          | 大西卓夫 | 長門下関            | 山田吾一（八雲七十郎）、佐々木愛（お常） 河津清三郎（大潮屋多左衛門）、亀井光代（小菊） 名和宏（名和文覚）、高野真二（磐城宗兵衛）、 長島隆一（早柄屋安次郎） |
| 13   | 反乱の町           | 結束信二          | 山崎大助 | 豊前中津            | 山形勲（黒木兵庫）、浜木綿子（おりん）、和崎俊哉（武藤新三郎） 藤田みどり（早苗）、小栗一也（佐藤栄左衛門）、 江波多寛児（伝吉） 芦屋雁之助（旅の浪人） |
| 14   | 武蔵を見た         | 鳥居元宏          | 鳥居元宏 | 肥後熊本            | 丹波哲郎（宮本武蔵）、宮園純子（雪路） 村井国夫（細川忠利）、南川直（大崎勘右衛門）、 杉野由加里（信乃） 野々浩介（佐伯主膳）、五味竜太郎（天堂左馬之助） |
| 15   | 長崎の唄が聞こえる | 鳥居元宏          | 鳥居元宏 | 肥前長崎            | 城野ゆき（はる）、渡辺文雄（深見隼人） 南原宏治（横倉四郎太夫）、小林芳宏（小四郎） 花柳喜章（柘植平左衛門）、杉山昌三九（浄海） |
| 16   | 三九郎故郷へ帰る   | 高岩肇            | 山崎大助 | 筑前秋月            | 村松英子（美津）、天田俊明（中西久馬） 松本染升（山野屋喜兵衛）、瀬良明（与左衛門）、 滝恵一（新左衛門） 天王寺虎之助（竜巻大五郎）、谷口完（筒井勘十郎）、 中井啓輔（田中大八） |
| 17   | 草笛峠             | 結束信二          | 工藤栄一 | 肥後人吉            | 高田美和（おさち）、河原崎長一郎（兼岩伝兵衛） 曾我廼家五郎八（古賀作左衛門）、 入川保則（大浦啓次郎）、大出俊（佐野慎之助） 外山高士（鏑木大吉郎）、大木正司（海野平八郎） |
| 18   | 隠密子守歌         | 土橋成男          | 工藤栄一 | 薩摩                | 露口茂（利兵衛）、安部徹（川上助太夫）、天津敏（島津家久） 谷口香（お圭）、榊ひろみ（お澄） 浜田晃（是枝鉄之助）、島田景一郎（押川新八郎） |
| 19   | 南国慕情           | 土橋成男          | 大西卓夫 | 薩摩                | 伊吹吾郎（鎌田伊助）、中村竹弥（宇留野仁斉）、尾崎奈々（茜） 佐々木孝丸（鶴松彦三郎）、清水元（鎌田源右衛門）、 時美沙（八重） 安部徹（川上助太夫）、天津敏（島津家久）、 浜田晃（是枝鉄之助）、島田景一郎（押川新八郎）                                                                |
| 20   | こぶつき浪人       | 宮川一郎          | 大西卓夫 | 讃岐丸亀            | 天知茂（新堂左馬之助）、生田悦子（お新）、藤田佳子（藤乃） 梅地徳彦（吉松）、梅津栄（源助）、小堀明男（根岸一角） 池田忠夫（喜兵衛）、稲吉靖（留吉）、小笠原弘（吉田惣右衛門） |
| 21   | おしかけ花嫁       | 高岩肇            | 工藤栄一 | 大和郡山            | 野添ひとみ（おみね）、堀雄二（河合甚左衛門）、 石山律（渡辺数馬） 珠めぐみ（小鶴）、伊吹総太朗（山本無辺斉）、石津康彦（孫右衛門） 小阪和之（渡辺源太夫）、唐沢民賢（佐々木藤右衛門）                                                                                                   |
| 22   | 決斗 鍵屋の辻      | 高岩肇            | 工藤栄一 | 大和郡山 ↓ 伊勢上野 | 堀雄二（河合甚左衛門）、野添ひとみ（おみね）、 石山律（渡辺数馬）、小林勝彦（安藤四郎右衛門） 瀬川新蔵（桜井半兵衛）、汐路章（阿部四郎五郎）、 小田部通麿（久世三四郎） 珠めぐみ（小鶴）、河野秋武（甚兵衛）、織本順吉（庄田喜左衛門） 石津康彦（孫右衛門）、唐沢民賢（佐々木藤右衛門） |
| 23   | 柳生の竜虎         | 高田宏治          | 山崎大助 | 尾張                | 江原真二郎（柳生連也斉）、長谷川明男（徳川光義）、 寺田路恵（美也） 小瀬格（相沢志摩）、原健策（柳生兵庫介）、近藤宏（植木源蔵） 住吉正博（柳生又十郎）、飯田覚三（名和隼人正）、浜伸二（赤猿）                                                                                         |
| 24   | サムライ           | 播磨幸治          | 山崎大助 | 三河 衣             | 近衛十四郎（県団左衛門） 赤座美代子（おゆう）、根岸一正（千吉） 須藤健（鎌田帯刀）、加賀邦男（筑波一鬼）、岩田直二（円覚） |
| 25   | うらなり武士道     | 結束信二          | 工藤栄一 | 美濃郡上            | 長門裕之（牧田彦兵衛）、桜町弘子（おえん）、江夏夕子（花江） 藤原釜足（国兵衛）、小林重四郎（長沢十郎左衛門）、 福山象三（飯田勘兵衛） 浅香春彦（黒川又十郎）、河上一夫（与平） |
| 26   | 艶笑女人の里       | 高岩肇            | 工藤栄一 | 木曽                | 川口晶（おつる）、曽我廼家明蝶（勘蔵）、高橋長英（佐太郎） 岩井友見（千草）、小池修一（三吉）、瀬畑佳代子（お玉） 海老江寛（清次）、吉川雅恵（お政） |
| 27   | 殴り込み中仙道     | 宮川一郎          | 山崎大助 | 信州飯田            | 美空ひばり（お甲）、北島三郎（三四郎） 桜木健一（大次郎）、吉沢京子（お春）、天津敏（虎五郎） 長沢純（仙太）、伊達三郎（吉田甚助）、浮田左武郎（源吉） |
| 28   | 鬼坊主の復讐       | 高岩肇            | 山崎大助 | 信州諏訪            | 若山富三郎（鄭玄竜）、大信田礼子（お蝶） 光川環世（信乃）、郡司良（井上勇斉）、名和広（千田主膳） 石川進（からすの文吉）、長谷川弘（斉藤半次郎）、 佐藤京一（大道寺一角） |
| 29   | 生きていた亡霊     | 播磨幸治          | 大西卓夫 | 信州上田            | 加賀まりこ（梓）、大友柳太朗（秋月将監）、御影京子（りん） 林真一郎（三郎次）、竜崎一郎（仙石忠政）、 山村弘三（山田勘助）、小田部通麿（瓜生紋三） 多田幸雄（弥九）、五味竜太郎（北上武膳）                                                                                             |
| 30   | 足を洗った男       | 池上金男          | 工藤栄一 | 江戸                | 里見浩太朗（幡随院長兵衛）、野川由美子（お吉） 御木本伸介（水野十郎左衛門）、 穂積隆信（金時金兵衛）、左卜全（大口屋） 藤岡重慶（加賀爪甲斐）、長島隆一（屋台の親爺） |
| 31   | 青春千代田城       | 池上金男          | 工藤栄一 | 江戸                | 佐藤友美（珠姫） 進藤英太郎（紀州大納言頼宣） 荒木道子（三保の方） |

## ビデオソフト化・再放送
- 一般家庭にビデオが普及する前の1981年頃、東映芸能ビデオから第11話「風神ヶ原の対決」を収録したビデオが4万円で発売されていたことがある[3]。本作の映像ソフトはこれが唯一となっており、現在まで一切再発売やDVD化・BD化は行われていない。
- 2008年から2009年にはCSファミリー劇場で再放送が行われた。

## 漫画版
テレビドラマ放送中の同時期に、『週刊サンケイ』にて、石原豪人による本作のコミカライズ作品が連載されていた。単行本は実業之日本社より全1巻で発行。原作と異なりエログロを含んだ内容となっている。